# مكتبة معيارية
في مجال برمجة الحاسوب، المكتبة القياسية أو المكتبة المعيارية (بالإنجليزية: Standard library)‏ هي مكتبة برمجية تكون متاحة في جميع المصرفات الخاصة بلغة برمجة ما. عادة ما تحتوي المكتبات المعيارية على تعريفات لخوارزميات شائعة الاستخدام (مثل: خوارزميات الترتيب، دوال طباعة النصوص، دوال التعامل مع الملفات..الخ) وهياكل بيانات وآليات للتعامل مع الإدخال والإخراج.